# Suèssula
Suèssula (en llatí: Suessula, en grec antic: Σουέσσουλα) va ser una ciutat de Campània, a l'interior del país propera a la frontera del Samnium, entre Càpua i Nola i a uns 6 km d'Acerra.
A la primera guerra samnita, l'any 343 aC va ser l'escenari d'una batalla, on el cònsol Marc Valeri Corvus va derrotar les restes de l'exèrcit samnita que abans ja havia estat derrotat en la batalla del Mont Gaurus, segons explica Titus Livi. Al final de la guerra els habitants de Suèssula van obtenir la ciutadania romana sense dret de sufragi.
A la Segona Guerra Púnica va ser una important base romana, més per la seva situació que per les fortificacions i els soldats que tenia. L'any 216 aC a la ciutat i a la seva rodalia es va estacionar Marc Claudi Marcel amb l'objectiu de protegir Nola i vigilar els moviments d'Hanníbal contra aquella ciutat. Els romans la van tenir com a campament durant uns quants anys i en aquell temps se l'anomenava popularment Castra Claudiana, pel nom de Claudi Marcel. Després de la guerra el seu nom deixa de ser esmentat.
Encara que no va sortir més a la història, va ser un municipi durant la república i l'imperi, però de menor importància. Va rebre un cos de soldats veterans com a colons sota Sul·la. Una inscripció del temps imperial testimonia que era municipi i, per tant, no va adquirir rang colonial. En parlen Estrabó i Plini el Vell.
La Taula de Peutinger la situa entre Càpua i Nola a uns 15 km de cadascuna. A l'època cristiana era una seu episcopal. Se suposa que va ser destruïda pels sarraïns al segle ix. Les seves ruïnes encara es poden veure a 5 km al sud de la moderna Maddalani i al costat d'un castell medieval anomenat Torre di Sessola. S'hi troben columnes, capitells, i altres fragments arquitectònics.